# ثلاثي الفوسفاتاز
في علم الإنزيمات، ثلاثي الفوسفاتاز (
ر.ت.إ

3.6.1.25

) هو إنزيم يحفز التفاعل الكيميائي التالي:
ثلاثي الفوسفات + ماء {\displaystyle \rightleftharpoons } ثنائي الفوسفات + فوسفات
وهكذا، تكون ركيزتا هذا الإنزيم هما ثلاثي الفوسفات والماء، في حين أن ناتجيه هما ثنائي الفوسفات والفوسفات.
ينتمي هذا الإنزيم إلى عائلة الهيدروليزات، وتحديدًا تلك التي تعمل على أنهيدريدات الأحماض في أنهيدريدات الفوسفور المحتوية على الفوسفور. الاسم المنهجي لهذه الفئة من الإنزيمات هو فوسفوهيدرولاز ثلاثي الفوسفات. يُطلق على هذا الإنزيم أيضًا اسم ثلاثي الفوسفات غير العضوي.